# Système principal de combat terrestre
Le Système principal de combat terrestre, abrégé en anglais MGCS pour Main Ground Combat System, est un projet d'armement franco-allemand lancé en 2012 pour développer un char de combat qui remplacerait le Leopard 2 dans l'armée allemande et le Leclerc dans l'armée française vers 2040.

## Projet

### Gouvernance
Ce type de projet comporte des rapports de force entre des parties prenantes à l'échelle d'une nation. En conséquence, les enjeux sont importants en politique et en économie, au niveau national et international. L'historique ci-dessous retrace les événements marquants de ce projet prévu sur plusieurs décennies dès l'origine.

#### Sur la gouvernance
- L'Allemagne et la France ont cherché à s'associer pour des raisons de réduction de coût notamment par l'augmentation globale du volume de chars d'un même modèle produit ;
- Pour ce faire les groupes industriels Nexter et Krauss-Maffei Wegmann ont fusionné dans KNDS ;
- L'Italie a étudié sa participation potentielle ;
- La Pologne a étudié sa participation potentielle ;
- Rheinmetall est venue s'ajouter au projet du côté allemand ;
- Une lutte de pouvoir complexe a commencé :
  - Il y a deux États, mais trois sociétés, une française et deux allemandes (Nexter, KMW, et Rheinmetall).
  - D'une part les États veulent partager le pouvoir à 50 %-50 %, d'autre part les deux sociétés allemandes sont en concurrence, et chacune veut prendre le pouvoir sur l'autre et éventuellement absorber l'autre ;
  - La France refuse de descendre en dessous des 50 % de participation, ce qui empêche la répartition en trois tiers entre les trois sociétés ;
  - Pour parvenir à un accord de toutes les parties, la production a été scindée en lots, et les lots parfois scindés en deux ;
  - De ce fait, l'inclusion éventuelle de l'Italie ou de la Pologne n'est pas facilitée.

#### Sur les objectifs
Comme souvent dans les projets internationaux, les objectifs peuvent diverger, il suffit de se rappeler des projets internationaux passés, comme le MBT-70.
- Les Français veulent être très innovants et privilégient les besoins opérationnels de leur armée de terre.
- Les Allemands sont davantage dans une logique industrielle et commerciale : quel successeur proposer aux 19 clients de l’actuel Leopard 2, dont la Bundeswehr ?
- Et la question des exportations reste un point de crispation réelle entre la France et l'Allemagne.

### Parties prenantes

#### Administration
Les contrats sont passés par l'Office fédéral des équipements, des technologies de l'information et du soutien en service de la Bundeswehr (BAAINBw).

#### Sociétés
En février 2020, les sociétés principalement impliquées dans le projet sont :
- La société Rheinmetall (Allemagne);
- La société Krauss-Maffei Wegmann (KMW) (Allemagne) ;
- La société Nexter (France).

Les deux dernières sont regroupées dans KNDS (KMW+Nexter Defense Systems), basée à Amsterdam (Pays-Bas), qui est une société holding des sociétés de défense Krauss-Maffei Wegmann (KMW) allemande, fusionnée au printemps 2015, et la société d'État Nexter française.
L'étude d'architecture a été divisée en neuf piliers partagés entre les trois industriels avec un équilibre coûts et charges de travail à parité entre la France et l'Allemagne : trois piliers pilotés par Nexter, trois piliers par Krauss-Maffei Wegmann et trois piliers pour Rheinmetall.

#### Accompagnement par l'ISL
Le projet est accompagné par l'Institut franco-allemand de recherches de Saint-Louis (ISL).
Innovations technologiques et expertise de l’ISL pour le MGCS :
- puissance de feu :
  - technologies de tir disruptives pour augmenter la vitesse à la bouche des projectiles et réduire les dispersions ;
  - rupture technologique apportée par les nanomatériaux énergétiques pour l’allumage et les effets terminaux des têtes militaires ;
  - briques innovantes pour munitions guidées : antennes miniatures, unités de navigation bas coût, actionneurs aérodynamiques ou pyrotechniques ;
  - sources pour laser haute énergie ;
- survivabilité :
  - solutions pour le blindage passif, réactif et actif contre les charges creuses, les obus flèches et les charges explosives ;
  - protection des optiques et de l’équipage contre la menace laser par limitation optique
  - sources laser uniques pour la contre-mesure infrarouge ;
  - détection/identification des menaces par capteurs acoustiques, imagerie active et observation au-delà de la vue directe ;
- communication et réseau :
  - navigation autonome des véhicules par l’image ;
  - intelligibilité accrue des communications ;
- coût-efficacité et durée de vie :
  - survivabilité accrue ;
  - capteurs de surveillance bas coût ;
  - réduction de l’empreinte logistique grâce aux munitions de précision ;
  - briques technologiques bas coût pour les munitions guidées ;
  - vieillissement maîtrisé des matériaux de protection.

### Canon
- Rh-130 L52
- ASCALON

### Historique

#### Planification initiale en 2020
En février 2020, le plan est le suivant :
- Les études importantes débutent en 2025 ;
- Un démonstrateur est livré entre 2025 et 2030 ;
- Le char est opérationnel en 2035.

#### Prolongation de l'étude d'architecture jusqu'en 2023
En mars 2022 il est annoncé que l'étude d'architecture doit être prolongée jusqu'au début de 2023. Les difficultés sont causées par la répartition des tâches, prévue à l'origine à moitié entre les entreprises françaises et allemandes, mais qui se retrouve chamboulée par l'arrivée de Rheinmetall dans le conglomérat.

#### Redéfinition du cahier des charges en 2023
Le ministre des Armées Sébastien Lecornu annonce vendredi 26 mai 2023 à l'Assemblée Nationale qu'il doit se rendre à Berlin le 12 juin 2023 pour relancer le programme de coopération franco-allemand sur le "char du futur". Il précise avoir donné un mandat au chef d'état-major de l'armée de Terre pour faire des propositions en lien avec le chef d'état-major allemand pour définir clairement le cahier des charges : s'il doit être habité, s'il doit avoir son essaim de drones, et le niveau de durcissement de son armement. Le ministre déclare ainsi vouloir donner la définition du cahier des charges aux militaires de l'Armée de Terre plutôt qu'aux industriels. Le ministre a prévu d'en rendre compte au Parlement en 2025, sous la forme d'un point de situation.

#### Protocole d'accord en 2024
Le 26 mars 2024, les ministres de la défense allemand et français signent à Paris un protocole d'accord sur le lancement de la  première phase du projet,.
La répartition se fait sur huit piliers :
- pilier 1 : plateforme et navigation automatisée, sous direction allemande ;
- pilier 2 : tourelles, canons et munitions, sous direction franco-allemande ;
- pilier 3 : armement secondaire [comme les missiles], sous direction française ;
- pilier 4 : système de communication et de commandement, sous direction franco-allemande ;
- pilier 5 : simulation, sous direction franco-allemande ;
- pilier 6 : technologie des capteurs, sous direction française ;
- pilier 7 : protection et défense contre les drones, sous direction allemande ;
- pilier 8 : logistique, soutien et infrastructures, sous direction franco-allemande [11]

#### Thales partenaire en 2025
En janvier 2025, Thales SIX GTS France entre dans le projet au travers d'un pacte d'actionnaires en vue de la création d'une MGCS Project Company basée à Cologne, répartie à parts égales entre les quatre entreprises (KNDS Deutschland, KNDS France, Rheinmetall Landsysteme et Thales SIX GTS France), avec une répartition industrielle de 50% pour l'Allemagne et de 50% pour la France. En avril 2025, l’Office fédéral de lutte contre les cartels (Bundeskartellamt : BKartA) valide le dernier accord nécessaire à ce projet. Devrait suivre un appel d'offres en vue de la notification des contrats permettant d’engager une nouvelle phase de développement et de conception pour chacun des huit piliers. 

#### Le Leclerc Évolution, intermédiaire avant le MGCS
La France envisage une solution temporaire pour ses chars de combat alors que la situation en Europe se dégrade. Il serait prévu de créer un successeur au Leclerc, de la même manière que le Leopard 3 pour l’Allemagne permettrait d'attendre le MGCS. Cela prend en 2024-2025 la forme d'une variante du Leclerc, le Leclerc Évolution,,,.

#### EMBT
L'Enhanced Main Battle Tank (EMBT) est un démonstrateur technologique franco-allemand de char de combat conçu par la KNDS. Le char est dévoilé le 13 juin 2022 au salon international de la défense Eurosatory.

## Futurs utilisateurs
- Allemagne
- France

### Futurs utilisateurs potentiels
- Belgique : la participation de la Belgique au programme a été évoquée mais n'a pas fait l'unanimité chez les parlementaires[19].
- Espagne : l'armée espagnole a annoncé son intérêt à remplacer le Leopard 2E avec le MGCS dès qu'il sera disponible[20].
- Italie[21],[22] : à la suite de l'accord entre la France et l'Allemagne en avril 2024, l'Italie envisage sa participation au projet[23].
- Pays-Bas[réf. nécessaire]
- Suède : la Suède demande en 2021 le statut d'observateur au sein du projet[24].

### Pays non intéressés
- Pologne : le 4 janvier 2020, la Pologne est exclue du projet en raison de ses choix d'accords militaires uniquement avec les États-Unis[25].